# Día de Tatiana

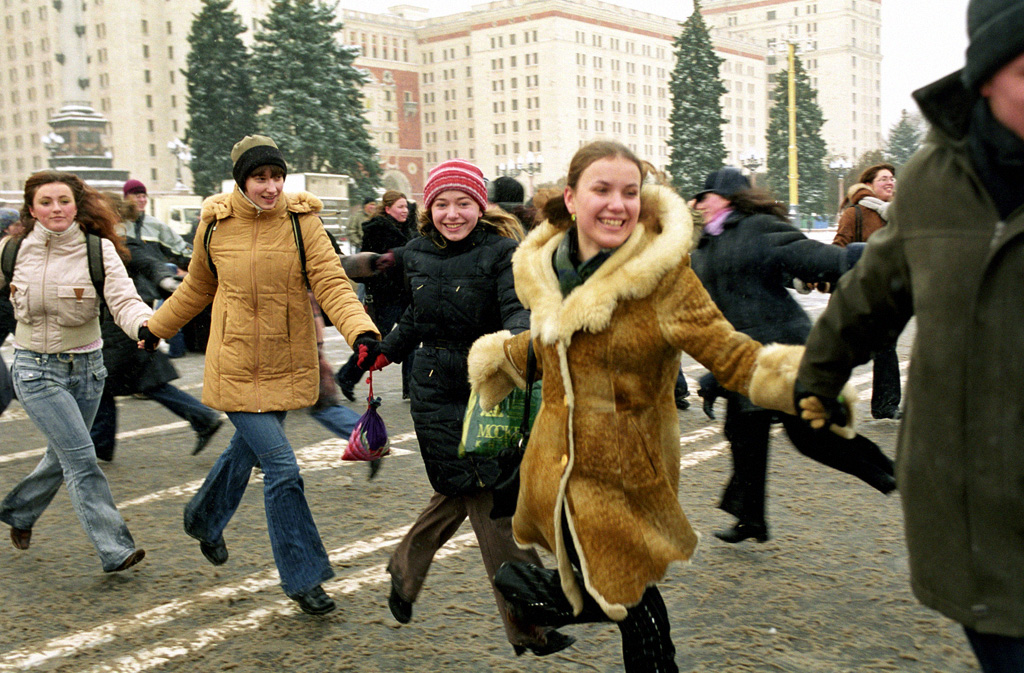
Los estudiantes de la Universidad de Moscú en el Día de Tatiana

Día de Tatiana (en Idioma ruso: Татьянин день, Tatyanin dieñ) es una fiesta religiosa de Rusia celebrada el 12 de enerojul./ 25 de enerogreg.. Lleva el nombre de Santa Tatiana, una mártir cristiana del siglo tercero en Roma durante el reinado del emperador Alejandro Severo.
En 1755, durante el onomástico de Tatiana Shapiro, madre de Iván Shuválov, su amiga la emperatriz Isabel de Rusia aprobó su petición de establecer una universidad en Moscú. La iglesia de Santa Tatiana se construyó más tarde en el campus universitario, la Iglesia Ortodoxa Rusa declaró a Santa Tatiana patrona de los estudiantes, y el Día de Tatiana que se celebra en todos los monasterios de Rusia se ha convertido también en el Día de los estudiantes rusos desde el 25 de enero de 2005.